# Evolucionabilidade
A evolucionabilidade ou adaptabilidade evolutiva define-se como a capacidade de um sistema para a evolução adaptativa. A evolucionabilidade é a capacidade de uma população de organismos de gerar não apenas diversidade genética, mas de gerar diversidade genética adaptativa, e, portanto, evoluir por meio da selecção natural.
Para que um organismo biológico evolua pela selecção natural, deve haver uma certa probabilidade mínima de que as novas variantes hereditárias sejam benéficas. Espera-se que as mutações aleatórias, a menos que ocorram em sequências de ADN sem função, sejam maioritariamente prejudiciais. As mutações benéficas são sempre raras, mas quando são demasiado raras, então não se pode produzir adaptação. No início as tentativas de fazer evoluir programas informáticos por mutação aleatória e selecção mostraram que a evolucionabilidade depende da representação do programa. Analogamente, a capacidade evolutiva dos organismos depende dos seus mapas genótipo-fenótipo. Isto significa que os genomas biológicos estão estruturados duma maneira que faz com que as alterações benéficas sejam menos prováveis do que o seriam com outra estrutura. Isto tomou-se como uma prova de que a evolução não só criou organismos mais adequados, mas também populações de organismos que têm uma melhor capacidade de evoluir.

## Definições alternativas
Wagner descreve duas definições de evolucionabilidade. Segundo a primeira definição, um sistema biológico é evolucionário se:
- as suas propriedades mostram variação genética herdável, e
- a selecção natural pode assim alterar essas propriedades.

De acordo com a segunda definição, um sistema biológico é evolutivo se:
- poder adquirir novas funções por meio de alterações genéticas, funções que ajudam o organismo a sobreviver e reproduzir-se.

Por exemplo, consideremos o gene duma enzima com múltiplos alelos na população. Cada alelo catalisa a mesma reacção, mas com um diferente nível de actividade. Porém, mesmo depois de milhões de anos de evolução, explorando muitas sequências com função similar, não poderia existir nenhuma mutação que desse a esta enzima a capacidade de catalisar uma reacção diferente. Deste modo, ainda que a actividade da enzima seja evoluível no primeiro dos sentidos, isso não significa que a função da enzima seja evoluível no segundo dos sentidos. Porém, cada sistema evolutivo no segundo sentido deve ser também evolutivo no primeiro.
Pigliucci reconhece três tipos de definição, dependendo da escala temporária. A primeira corresponde à primeira de Wagner, e representa as escalas de tempo muito curtas que descreve a genética quantitativa. Pigliucci divide a segunda definição de Wagner em duas categorias, uma que representa as escalas de tempo intermédias que podem ser estudadas em genética de populações, e outra que representa inovações de formas extremamente raras a longo prazo.
A segunda definição de evolucionabilidade de Pigliucci abrangei o conceito quantitativo de Altenberg  de evolucionabilidade, que não é um único número, mas o extremo inteiro (ou cauda) da distribuição de aptidão da descendência produzida pela população. Esta quantidade era considerada uma propriedade "local" do estado instantâneo duma população, e a sua integração sobre a trajectória evolutiva da população, e ao longo de várias populações prováveis, seria necessário uma medição mais global da evolucionabilidade.

## Geração de mais variações
Uma maior variação fenotípica herdável significa mais evolucionabilidade. Ainda que a mutação é a última fonte de variação herdável, as suas permutações e combinações também supõem uma grande diferença. A reprodução sexual gera mais variação (e, portanto, evolucionabilidade) no que diz respeito à reprodução assexual (ver evolução da reprodução sexual). A evolucionabilidade incrementa-se adicionalmente ao gerar mais variação quando um organismo está estressado, e assim provavelmente está pior adaptada, mas menos variação quando um organismo está em boa situação. A quantidade de variação gerada pode ajustar-se de muito diferentes modos, por exemplo por meio da taxa de mutação, por meio da probabilidade de reprodução sexual face à assexual, por meio da probabilidade de cruzar-se fora do grupo face à endogamia, por meio da dispersão biológica, e por meio do acesso a variantes previamente crípticas por uma mudança num capacitador evolutivo. Uma população de tamanho grande incrementa o influxo de novas mutações em cada geração.

## Aperfeiçoamento da selecção
Em vez de criar mais variação fenotípica, alguns mecanismos aumentam a intensidade e efectividade com que a selecção actua sobre a variação fenotípica existente. Por exemplo:
- Os rituais de acasalamento que facultam a selecção sexual de "bons genes", e assim intensificam a selecção natural.
- O grande tamanho efectivo das populações aumentam o valor limiar do coeficiente de selecção sobre o qual a selecção se torna um importante factor. Isto poderia ocorrer por um aumento no tamanho no censo da população, diminuindo a deriva genética, por meio dum aumento na taxa de recombinação, diminuindo o autostop genético, ou por meio de mudanças na distribuição de probabilidades das quantidades da descendência.
- A recombinação faz diminuir a importância do efeito de Hill-Robertson, em que diferentes genótipos contêm diferentes mutações adaptativas. A recombinação junta dois alelos, criando um supergenótipo no lugar de duas linhagens em concorrentes.
- Tempos de geração mais curtos.

## Robustez e evolucionabilidade
A relação entre robustez e evolucionabilidade depende de se é possível ignorar a recombinação. Normalmente a recombinação pode ser ignorada em populações assexuadas e para traços afectados por um só gene.

### Sem recombinação
A robustez não aumenta a evolucionabilidade no primeiro sentido da definição. Em organismos com um alto nível de robustez, as mutações terão efeitos fenotípicos menores que em organismos com um baixo nível de robustez. Assim, a robustez reduz a quantidade de variação genética herdável sobre a qual pode actuar a selecção. Porém, a robustez pode permitir a exploração de grandes regiões de espaço genotípico, incrementando a evolucionabilidade de acordo com o segundo sentido da definição. Mesmo sem diversidade genética, alguns genótipos têm maior evolucionabilidade que outros, e a selecção para a robustez pode aumentar a "riqueza da vizinhança" dos fenótipos aos quais se pode aceder a partir do mesmo genótipo inicial por mutação. Por exemplo, uma das razões pelas quais muitas proteínas são menos robustas à mutação é que têm uma estabilidade termodinâmica marginal, e a maioria destas mutações reduzem ainda mais esta estabilidade. As proteínas que são mais termoestáveis podem tolerar uma gama maior de mutações e são mais evolutivas. Para traços poligénicos, a riqueza da vizinhança contribui mais para a evolucionabilidade do que a diversidade genética ou "difusão" ao longo do espaço genotípico.

### Com recombinação
A robustez temporária ou a canalização, podem levar à acumulação de quantidades significativas de variação genética críptica. Num novo ambiente ou fundo genético, esta variação pode ser revelada e as vezes ser adaptativa.

## Exploração para tempos futuros
Quando há robustez mutacional, muitos mutantes persistem em estado críptico. As mutações costumam ser de dois tipos, ou têm um efeito muito mau ou muito pouco efectivo, e há poucas mutações intermédias entre estes dois tipos. Por vezes, estas mutações não são completamente invisíveis, mas ainda assim têm efeitos escassos, com muito pouca penetrância. Quando isto acontece, a selecção natural erradica as mutações demasiado más, deixando outras relativamente pouco afectadas. Embora a evolução não evidencie "clarividência" para saber qual ambiente se encontrará no futuro, algumas mutações causam uma alteração importante a um processo biológico básico, e nunca serão adaptativas em nenhum ambiente. Desbotar estas mutações com antecedência permite preadaptar os stocks de variações genéticas crípticas.
Outro modo pela qual se podem explorar os fenótipos, antes que tenham um compromisso genético forte, é por meio da aprendizagem. Um organismo pode aprender a fazer uma "amostra" de vários fenótipos durante o seu desenvolvimento inicial, e depois adere aos que funcionaram melhor. Mais tarde, na evolução, o fenótipo ideal pode ser geneticamente assimilado para que se converta no comportamento habitual em vez de num comportamento raro. Isto é conhecido como efeito Baldwin, e pode aumentar a evolucionabilidade.
A aprendizagem cria um viés nos fenótipos numa direcção benéfica. Mas um aplainamento exploratório duma paisagem de aptidão pode também aumentar a evolucionabilidade mesmo quando não apresenta direcção, por exemplo quando o aplainamento é o resultado de erros aleatórios em processos moleculares ou de desenvolvimento. Este aumento na evolucionabilidade pode ocorrer quando a evolução se confronta com ter que cruzar um "vale" numa paisagem adaptativa. Isto significa que duas mutações que são prejudiciais por si só, mas podem ser benéficas em combinação. Estas combinações podem evoluir mais facilmente quando a paisagem é primeiro aplanada, e o fenótipo descoberto é depois fixado por assimilação genética.

## Modularidade
Se cada mutação afectasse cada traço, então uma mutação que fosse uma melhoria para um traço seria uma desvantagem para outros traços. Isto significa que quase nenhuma mutação é benéfica no geral. Mas se a pleiotropia é restrita dentro de módulos funcionais, então as mutações afectariam só um traço de cada vez, e a adaptação estaria muito menos constringida. Numa rede génica modular, por exemplo, um gene que induz um conjunto limitado doutros genes que controlam um traço específico sob selecção pode evoluir mais rapidamente que outra que também induz outras vias génicas que controlam traços que não estão sob selecção. Os genes concretos também mostram modularidade. Uma mutação num elemento regulador em cis da região promotora de um gene pode permitir que a expressão do gene seja alterada só em tecidos específicos, estágios de desenvolvimento, ou condições ambientais, em vez de alterar a actividade génica no organismo completo simultaneamente.

## Evolução da evolucionabilidade
Ainda que as variações que produzem uma alta evolucionabilidade possam ser úteis a longo prazo, a curto prazo a maioria dessas variações é provável que sejam desvantajosas. Por exemplo, à primeira vista poderia parecer que aumentando a taxa de mutação por meio de um alelo mutante aumentar-se-ia a evolucionabilidade. Mas como exemplo extremo, se a taxa de mutação é demasiado alta então todos os indivíduos morrerão ou pelo menos portarão uma pesada carga mutacional. Na selecção a curto prazo para uma baixa variação a maioria das vezes acredita-se que é provavelmente mais poderosa do que a selecção a longo prazo para a evolucionailidade, o que torna difícil que a selecção natural cause a evolução da evolucionabilidade. Outras forças de selecção também afectam a geração de variação; por exemplo, a mutação e a recombinação podem em parte ser subprodutos ou mecanismos para fazer frente aos danos no ADN.
Quando a recombinação é baixa, os alelos mutantes ainda podem às vezes fazer autostop genético aproveitando o êxito das mutações adaptativas que causam. Neste caso, a selecção pode ter lugar ao nível de linhagem. Isto pode explicar por que se vêem frequentemente mutantes durante a evolução experimental de micróbios. Os alelos mutantes podem também evoluir mais facilmente quando só aumentam as taxas de mutação em sequências de ADN próximas, e não por todo o genoma: isto é conhecido como locus de contingência.
A evolução da evolucionabilidade é menos controversa quando ocorre por evolução da reprodução sexual, ou pela tendência dos mecanismos que geram variação para tornarem-se mais activos quando um organismo está mais stressado. O prião de leveduras [PSI+] pode também ser um exemplo de evolução da evolucionabilidade por capacitância evolutiva. Um capacitador evolutivo é um interruptor que "acende" e "apaga" a variação genética. Isto é muito semelhante a tomar precauções contra o risco de que um ambiente futuro será similar ou diferente. Os modelos teóricos também predizem a evolução da evolucionabilidade por meio da modularidade. Quando os custos da evolucionabilidade são suficientemente breves, há mais linhagens evolucionáveis que podem ser as mais bem sucedidas a longo prazo. Porém, a hipótese de que a evolucionabilidade é uma adaptação é normalmente rejeitada em favor de hipóteses alternativas, por exemplo, a minimização dos custos.

## Aplicações
O estudo da evolucionabilidade tem uma importância fundamental para o conhecimento da evolução a longo prazo de superfamílias de proteínas e filos e reinos de organismos. Um profundo conhecimento dos detalhes da evolução a longo prazo provavelmente passaria a fazer parte da síntese evolutiva ampliada (a actualização da síntese evolutiva moderna). Para além disso, estes fenómenos têm duas aplicações práticas principais. Na engenharia de proteínas é conveniente aumentar a evolucionabilidade, e em medicina e agricultura é conveniente diminuí-la.
Na engenharia de proteínas é importante compreender os factores que deteminam até que ponto pode alterar-se a função de uma proteína. Em especial, tanto as estratégias de desenho racional como de evolução dirigida pretendem criar mudanças rapidamente por meio de mutações com grandes efeitos. Porém, tais mutações normalmente destroem a função enzimática ou pelo menos reduzem a tolerância a mais mutações. Identificar as proteínas evolucionáveis e manipular as suas evolucionabilidades é cada vez mais necessário para conseguir modificações funcionais cada vez maiores das enzimas.
Muitas doenças humanas não são fenómenos estáticos, mas antes estão sujeitos à evolução. Vírus, bactérias, fungos e os cancros evoluem para se tornarem resistentes às defesas imunitarias dos seus hóspedes, e a fármacos. Estes mesmos problemas dão-se na agricultura com a resistência a pesticidas e  herbicidas. É possível que nos tenhamos que confrontar no final da vida efectiva de muitos dos antibiótico de que dispomos, e predizer a evolução e a evolucionabilidade dos nossos patógenos, e elaborar estratégias para retardá-la ou evitá-la requer um profundo conhecimento das complexas forças que orientam a evolução a nível molecular.

## Nota
1. ↑  O crescente interesse em compreender a influência dos processos de desenvolvimento nas mudanças evolutivas promoveu a abertura de um programa de pesquisas sobre a evolucionabilidade, ou potencial evolutivo, dos organismos. Este programa é denominado, em inglês, "evolvability". Embora, intuitivamente, as melhores traduções do termo para a língua portuguesa fossem "evolvabilidade" ou "evolutibilidade", nenhuma das duas formas aparece nos dicionários Caldas Aulete ou Priberam como sinónimos gerais para o termo "evolutivo", que é o adjectivo que melhor qualifica o fenómeno relativo à "evolvability", que corresponde à tendência intrínseca dos organismos em produzir novas variações.[1] No mesmo dicionário, o termo "evolucional" aparece como sinónimo geral, para os dois géneros, de "evolutivo", justificando a escolha da denominação "evolucionabilidade" neste artigo. Durante a produção do texto, devido à importância do assunto, decidiu-se por cunhar, ou adaptar correctamente, o termo ao invés de apenas utilizar a grafia em língua inglesa (dada a incompatibilidade entre as grafias das línguas portuguesa e inglesa), isto porque, até onde nos foi possível saber, ainda não existe um termo em língua portuguesa (com exceção de "evolvabilidade" sendo sistematicamente utilizado).